# Harry Stewart New
Pour les articles homonymes, voir New.
Harry Stewart New, né le 31 décembre 1858 à Indianapolis (Indiana) et mort le 9 mai 1937 à Baltimore (Maryland), est un homme politique américain. Membre du Parti républicain, il est président du Comité national républicain entre 1907 et 1908, sénateur de l'Indiana entre 1917 et 1923 puis Postmaster General des États-Unis entre 1923 et 1929 dans l'administration du président Warren G. Harding puis dans celle de son successeur Calvin Coolidge.

## Source
- (en) Cet article est partiellement ou en totalité issu de l’article de Wikipédia en anglais intitulé « Harry Stewart New » (voir la liste des auteurs).